# Nguyễn Thị Hồng (Sài Gòn)
Nguyễn Thị Hồng (sinh năm 1955) là nữ chính trị gia người Việt Nam. Bà từng là Ủy viên Ban Thường vụ Thành ủy, Phó chủ tịch Ủy ban nhân dân Thành phố Hồ Chí Minh (2006-2015), Giám đốc Sở Tài chính (2001-2006).

## Tiểu sử
Nguyễn Thị Hồng sinh ngày 4 tháng 9 năm 1955, quê quán ở xã Thới Tam Thôn, huyện Hóc Môn, Sài Gòn.
Bà tốt nghiệp trung học hệ 12/12, có bằng cử nhân luật, thạc sĩ quản trị kinh doanh, và bằng cử nhân lí luận chính trị.
Từ tháng 11 năm 1976 đến tháng 12 năm 1987, bà là Thủ quỹ, Kế toán Tài sản, chuyên quản tài sản Xí nghiệp; Thẩm kế các đơn vị Hành chính Sự nghiệp; Quản lý ngân sách; Kế toán trưởng Phòng Tài chính huyện Hóc Môn.
Ngày 3 tháng 12 năm 1984, bà gia nhập Đảng Cộng sản Việt Nam.
Từ tháng 1 năm 1988 đến tháng 12 năm 1989, bà là Phó Trưởng phòng, rồi Trưởng phòng Tài chính huyện Hóc Môn;
Từ tháng 1 năm 1990 đến tháng 11 năm 1994, bà giữ chức vụ Phó Chủ tịch Ủy ban nhân dân huyện kiêm Trưởng phòng Tài chính huyện Hóc Môn;
Từ tháng 12 năm 1994 đến tháng 7 năm 1998, bà giữ chức vụ Phó Bí thư Huyện ủy, Chủ tịch Ủy ban nhân dân huyện Hóc Môn;
Từ tháng 8 năm 1998 đến tháng 5 năm 2001, bà giữ chức vụ Phó Giám đốc Thường trực Sở Tài chính thành phố Hồ Chí Minh.
Từ tháng 5 năm 2001 đến tháng 10 năm 2006, bà là Thành ủy viên, Ủy viên Ủy ban nhân dân thành phố, Đảng ủy viên Đảng bộ Khối Chính quyền thành phố; Giám đốc Sở Tài chính, Bí thư Đảng ủy Sở Tài chính;.
Ngày 26 tháng 9 năm 2006, tại kỳ họp thứ 8 (bất thường) HĐND Thành phố Hồ Chí Minh khóa 7, Nguyễn Thị Hồng, Giám đốc Sở Tài chánh Thành phố Hồ Chí Minh được bầu giữ chức Phó chủ tịch UBND Thành phố Hồ Chí Minh khóa 7 nhiệm kỳ 2004-2009 (cùng với ông Nguyễn Trung Tín). Bà giành được 72 phiếu bầu, đạt tỷ lệ 78,26%/tổng số đại biểu.
Từ tháng 11 năm 2006 đến tháng 9 năm 2010, bà là Thành ủy viên, Phó Chủ tịch Ủy ban nhân dân thành phố Hồ Chí Minh;
Từ tháng 10 năm 2010 đến ngày 30 tháng 10 năm 2015, bà là Ủy viên Ban Thường vụ Thành ủy, Phó Chủ tịch Ủy ban nhân dân thành phố Hồ Chí Minh;

## Khen thưởng
- Huân chương Lao động hạng Ba[1]
- Huy chương "Bảo vệ An ninh Tổ quốc"[1]
- Huy chương "Vì sự nghiệp phát triển nông thôn"[1]
- Huy chương "Vì sự nghiệp Tài chính"[1]
- Huy chương "Vì sự nghiệp phát triển Giao thông vận tải"[1]
- Huy hiệu thành phố Hồ Chí Minh.[1]

## Bê bối
Ngày 9 tháng 5 năm 2014, bà Nguyễn Thị Hồng ký quyết định xử phạt hành chính đối với ông Phạm Duy Hiếu (Giám đốc Công ty TNHH vàng bạc đá quý Anh Phương) về hành vi kinh doanh hàng hóa nhập lậu với số tiền 15 triệu đồng và tịch thu 10 kg vàng. Quyết định này sau đó được Tòa án nhân dân cấp cao tại Thành phố Hồ Chí Minh phán quyết là trái pháp luật, và yêu cầu Chủ tịch UBND Thành phố Hồ Chí Minh trả lại cho ông Phạm Duy Hiếu.
Sáng 17.7.2024, Cơ quan Cảnh sát điều tra (C03) Bộ Công an vừa ra quyết định khởi tố bà Nguyễn Thị Hồng, cựu Phó trưởng Ban chỉ đạo 09, Phó chủ tịch UBND TP.HCM, về tội lợi dụng chức vụ, quyền hạn trong khi thi hành công vụ có liên quan Tập đoàn Công nghiệp Cao su Việt Nam, quy định tại khoản 3 điều 356 bộ luật Hình sự.